# Watts Community
Watts Community és una concentració de població designada pel cens dels Estats Units a l'estat d'Oklahoma. Segons el cens del 2000 tenia 500 habitants.

## Demografia
Segons el cens del 2000, Watts Community tenia 500 habitants, 192 habitatges, i 144 famílies. La densitat de població era de 10,8 habitants per km².
Dels 192 habitatges en un 30,7% hi vivien nens de menys de 18 anys, en un 64,1% hi vivien parelles casades, en un 4,7% dones solteres, i en un 25% no eren unitats familiars. En el 21,4% dels habitatges hi vivien persones soles el 8,9% de les quals corresponia a persones de 65 anys o més que vivien soles. El nombre mitjà de persones vivint en cada habitatge era de 2,6 i el nombre mitjà de persones que vivien en cada família era de 3.
Per edats la població es repartia de la següent manera: un 25,4% tenia menys de 18 anys, un 9% entre 18 i 24, un 26,6% entre 25 i 44, un 25,6% de 45 a 60 i un 13,4% 65 anys o més.
L'edat mediana era de 38 anys. Per cada 100 dones de 18 o més anys hi havia 109,6 homes.
La renda mediana per habitatge era de 33.125 $ i la renda mediana per família de 39.643 $. Els homes tenien una renda mediana de 25.887 $ mentre que les dones 19.750 $. La renda per capita de la població era de 12.271 $. Entorn del 10,1% de les famílies i el 15,4% de la població estaven per davall del llindar de pobresa.

## Poblacions més properes
El següent diagrama mostra les poblacions més properes.